# 日本女性 (セーケイ・ベルタラン)
『日本女性』（にほんじょせい、ハンガリー語: Japán nő）と題された油彩画は、オーストリア帝国時代のハンガリー人の画家、セーケイ・ベルタランが1871年に描いた物をさす。
169.5 x 121.5 cm の大きさのキャンバス地に油彩絵の具で描かれている。ブダペストにあるハンガリー国立美術館に所蔵されている。

## 分析
セーケイ・ベルタランは、ハンガリーにおける19世紀の画家の中で最も重要な画家の一人である。『日本女性』は、ハンガリーにおいてはじめてジャポニスムの衝撃が絵の中に表現された作品という点で、重要な作品である。見かけや特徴から判断すると、モデルの女性は日本人女性ではないように見えるが、作品の中に書き込まれた小道具が日本の文化と精神を証拠立てするアトリビュートとして機能しており、これらの持物により作中の人物が日本女性であるという情報が見る者に与えられている。セーケイ・ベルタランは、1870年にハンガリー国立美術館で開催された東アジア展の会場で、本物の日本の美術品や工芸品に出会った。この展覧会は彼にインスピレーションを与え、画家は翌年に本作品を制作した。